# The Message Is Love
The Message Is Love is een nummer van de Amerikaanse band Arthur Baker & the Backbeat Disciples uit 1989, in samenwerking met de Amerikaanse soulzanger Al Green. Het is de derde single van Bakers album Merge.
"The Message Is Love" wordt vaak gezien als kersthit, terwijl het nummer eigenlijk niet zo was bedoeld. Het nummer flopte in Amerika, maar werd in Oceanië en een paar Europese landen wel een hit. In de Nederlandse Top 40 haalde het nummer de 8e positie, terwijl het in de Vlaamse Radio 2 Top 30 een plekje lager kwam.